# 성녀 니노

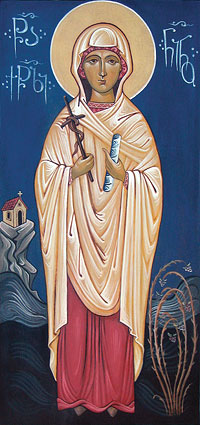
카파도키아의 성녀 니노

성녀 니노(조지아어: წმინდა ნინო, 츠민다 니노, 아르메니아어: Սուրբ Նունե, 그리스어: Αγία Νίνω, 영어: Nino 또는 니나)는 때로는 성녀 누네 또는 성녀 닌니라고도 부르기도 하고, 아르메니아에서 기독교를 설교하고 조지아에 기독교를 전래한 여성으로 조지아의 "사도와 동등한 니노"라고도 불리며 "깨달음을 주는 자(the Enlightener) 니노"이다.
전승에 따르면, 니노(296~338년경 또는 340년경)는 카파도키아에서 태어나 크리스티나라는 이름이 있었고, 일생을 처녀로 살았다고 한다. 그녀는 이베리아에서 인내와 애덕, 그리고 기적을 행함으로 존경받았다. 황궁으로 보내진 그녀는 왕과 왕비를 개종시켰다. 왕과 왕비는 후일에 로마 제국의 콘스탄티누스 대제에게 사제들과 주교들을 파견해 줄것을 요청했다. 니노는 조지아에 교회의 설립을 돕고 난 다음에, 여생을 기도하는데 바치기 위하여 은수자가 되었다. 그녀의 역사적인 존재와 그녀의 업적에 대해서는 추호도 의심할 여지가 없고, 니노는 무수히 많은 소설과 전설의 소재가 되어오고 있다.

## 생애
니노는 카파도키아의 공주로 태어났다. 전쟁으로 인해 나라와 왕실이 황폐화가 되어, 노예가 되었다고 한다. 또 다른 이야기로는 전쟁의 혼란을 피해 고국을 떠났고 좀 더 평화로운 조지아에 와서는 전쟁 포로가 되었다고 한다.
그녀는 죽어가는 아이에게 그녀의 두건을 씌워줌으로 소년을 치료했고, 소년을 감싸 안고 기도해줬다. 그러한 기적적인 소식은 조지아의 왕비에게 전해졌다. 왕비 알 수 없는 불치병에 걸려있었고, 니노를 불러달라고 애원했지만 니노는 "저는 노예일 뿐입니다. 저의 신분으로는 궁전에 들수 없습니다."라고 대답했다. 왕비는 니노에게 직접 찾아갈 수 밖에 없었고 그녀는 기도로써 여왕을 치유해 주었다.
왕실 가문은 니노에게 어떤 보상을 바라는지 물어보았다. 그녀는 사람들의 개종을 바랐다. 그 쯤에 병에서 치유된 왕비는 그녀의 뜻을 받아들였으나, 미리안 왕은 반대하였다. 그러나, 얼마 지나지 않아, 왕이 사냥을 하던 중에 그 자신이 짐승들에게 포위되었다는 사실을 알게 되었는데, 그는 그 때에 그 곳에서 가장 잘 알려진 하느님과 한가지 거래를 하였다. 그가 살아남으려면 개종의 제의를 받아들여야 했다. 짐승들은 물러갔고, 325년에 왕은 조지아 전역에 믿음을 전파하기 위해서 콘스탄티누스 대제에게 사제들과 주교들을 보내달라고 요청했다.
그 성스러운 임무가 시작되고, 포로에서 해방된 니노는 조지아 카케티의 산 기슭에 있는 보드베 수도원에서 기도하는 은수자로 여생을 보냈다.

## 같이 보기
- 로마 가톨릭
- 동방 정교회
- 오리엔트 정교회
- 동방 가톨릭

## 참고
- St Nino of Iberia
- Saint Nino of Georgia

## 추가 문헌
- Life of St Nino